# Giovanni Luca Conforti
Giovanni Luca Conforti (auch Conforto, * um 1560 in Mileto; † 11. Mai 1608 in Rom.) war ein italienischer Sänger, Musiktheoretiker und Komponist. Er wurde als Altist in der päpstlichen Kapelle bekannt.

## Leben und Werk
Giovanni Luca Conforti wirkte um 1580 bis 1585 und wieder ab 1591 als Altist und Falsettist der päpstlichen Kapelle. Conforti war 1585 von Papst Sixtus V. mit mehreren anderen Sängern aus der päpstlichen Kapelle ausgeschlossen worden, da diese der Congregazione dei musici di Roma beigetreten waren, was den Sängern der päpstlichen Kapelle verboten war. Nach dem Tod Sixtus V. wurde er am 4. November 1591 wieder in die Kapelle aufgenommen. Dazwischen war er in seiner Heimatstadt Mileto tätig. Er galt als einer der größten Künstler im Passeggieren. Mit seiner Art zu singen kehrte die Kunst der Gesangsimprovisation und der ornamentalen Virtuosität zurück, die Sänger des 15. und 16. Jahrhunderts nicht kannten. Conforti antizipierte gewissermaßen Frühbarocksänger wie Giulio Caccini.
Neben diesen künstlerisch-sängerischen Fähigkeiten machte Conforti durch zwei kurze musiktheoretische Schriften von erheblicher Bedeutung auf sich aufmerksam. Er schrieb Breue et facile maniera d'essecitarsi … a far passagi (gestochen, Rom 1593) und Passagi sopra tutti li salmi (Venedig 1607). Zudem komponierte er einige Lieder wie das 1588 in Rom veröffentlichte Lied Amara vita è quella („Ein bitteres Leben ist das.“).